# Ewgeni Ermenkow
Ewgeni Petkow Ermenkow (bulgarisch Евгени Петков Ерменков; * 29. September 1949 in Sofia) ist ein bulgarischer Schachspieler.
Die bulgarische Einzelmeisterschaft konnte er mehrmals gewinnen: 1973, 1975, 1976, 1979 und 1986. Er spielte für Bulgarien bei fünf Schacholympiaden: 1978, 1980, 1984, 1990, 1992 und dreimal für den Palästinensischen Schachverband: 2004, 2006 und 2008. Außerdem nahm er viermal an den europäischen Mannschaftsmeisterschaften (1977 bis 1989) teil.
Im Jahre 1974 wurde ihm der Titel Internationaler Meister (IM) verliehen. Der Großmeister-Titel (GM) wurde ihm 1977 verliehen.
| Die zur Anzeige dieser Grafik verwendete Erweiterung wurde dauerhaft deaktiviert. Wir arbeiten aktuell daran, diese und weitere betroffene Grafiken auf ein neues Format umzustellen. (Mehr dazu) |